# Pierre Dominique Prévost
Pour les articles homonymes, voir Prévost.
Cet article possède un paronyme, voir Pierre Prévost.
Pierre Dominique Prévost, né le 13 avril 1749 à Bruxelles (Belgique), mort le 15 juin 1807 à Coni (Italie), est un général français de la Révolution et de l’Empire.

## États de service
Il commence sa carrière en 1757, comme enfant de troupe au régiment de Béarn, et il fait à l’âge de 9 ans les campagnes de 1757 à 1762 sous les yeux de son père, officier de grenadiers, tué à ses côtés à la Bataille de Krefeld le 23 juin 1758. 
Il passe adjudant au régiment d'Agénois en 1776, et il fait les campagnes en Amérique de 1776 à 1783.  Porte drapeau le 1er février 1780, il se trouve à la bataille de Yorktown en septembre – octobre 1781, où 6 000 anglais, commandés par lord Cornwallis, ont été forcés à capituler. Les 25 et 26 janvier 1782, il participe à la Bataille de Saint-Christophe, et il est promu sous-lieutenant le 17 août 1782. Il est fait chevalier de Saint-Louis en 1788.
Le 15 septembre 1791, il passe lieutenant, et capitaine le 1er septembre 1792. Le 1er octobre suivant, il devient lieutenant-colonel dans la légion des Pyrénées, et le 29 octobre 1793, il se signale à l’affaire de Rivesaltes, où il reçoit deux coups de baïonnette en dégageant deux pièces de canon qui allaient tomber aux mains de l’ennemi. Il est nommé adjudant-général chef de brigade provisoire le 26 novembre 1793, par les représentants du peuple Fabre et Gaston, et il reçoit le commandement de la ville de Narbonne, alors en état de siège. 
Il est promu général de brigade provisoire le 8 juin 1794, et il est confirmé le 13 juin 1795. Le 1er février 1796, il commande l’aile droite de l’armée du Nord, et se portant avec un corps de 6 000 hommes au devant de l’aile gauche de l’armée de Sambre-et-Meuse, il arrête l’armée ennemie sur la route du mont Thabor, pendant quelques heures, ce qui facilite la retraite en bon ordre du parc d’artillerie de cette armée. Le 25 septembre 1797, il commande les troupes stationnées en Hollande, et le 2 février 1800, il est mis en congé de réforme.
Le 5 mai 1800, il est employé dans la 6e division militaire, et le 23 septembre 1801, il est mis en non activité. Disponible le 22 décembre 1802, il passe le 21 septembre 1803 à la 20e division militaire. Il est fait chevalier de la Légion d’honneur le 11 décembre 1803, et commandeur de l’ordre le 15 juin 1804. 
Le 4 décembre 1806, il reçoit l’ordre de se rendre à Coni pour y prendre le commandement des troupes dans le département de la Stura, et il meurt dans cette ville le 15 juin 1807

## Sources
- (en) « Generals Who Served in the French Army during the Period 1789 - 1814: Eberle to Exelmans »
- Thierry Pouliquen, « Les généraux français et étrangers ayant servis [sic] dans la Grande Armée » (consulté le 20 octobre 2014)
- « Cote LH/2231/68 », base Léonore, ministère français de la Culture
- A. Lievyns, Jean Maurice Verdot, Pierre Bégat, Fastes de la Légion-d'honneur, biographie de tous les décorés accompagnée de l'histoire législative et réglementaire de l'ordre, Bureau de l’administration, janvier 1844, 529 p. (lire en ligne), p. 436.
- (pl) « Napoléon.org.pl »

1. ↑  afin de compléter les informations ci-dessus, il serait nécessaire de se référer au récent article (et contenant des informations totalement inédites) publié dans la revue intitulée Le Parchemin, OGHB (Office royal Généalogique et Héraldique de Belgique), Juillet-Août 2024, n°472, par l'archéologue et historien (Spé. Conflits militaires) Guilhem de MAURAIGE, Biographie bruxelloise, Pierre-Dominique PREVOST (1748-1807), général de la Révolution et de l'Empire, chevalier de Saint-Louis, commandeur de la Légion d'honneur, allié à la famille Lestevenon de Berkenroode, pp.292-306. Lien internet : Le Parchemin 472 (Juillet-Août 2024)